# Соната для фортепіано № 2 (Рахманінов)
Соната для фортепіано № 2 сі-бемоль мінор, ор. 36 — фортепіанна соната Сергія Рахманінова, написана в 1913 році, друга редакція створена 1931 року, складається з трьох частин.
1. Allegro agitato
2. Non allegro
3. Allegro molto

Виконання першої редакція триває близько 25 хвилин. Переглянутий варіант скорочений приблизно до 19 хвилин.
У 1940 році, за згодою композитора, піаніст Володимир Горовиць створив нову редакцію сонати, що являє собою компіляцію версій 1913 і 1931 років. Деякі піаністи, в тому числі Рут Ларедо та Елен Грімо, використовували видання Горовиця при виконанні цієї композиції. Виконання цієї версії триває близько 22 хвилин.